# Satsvarupa das Goswami

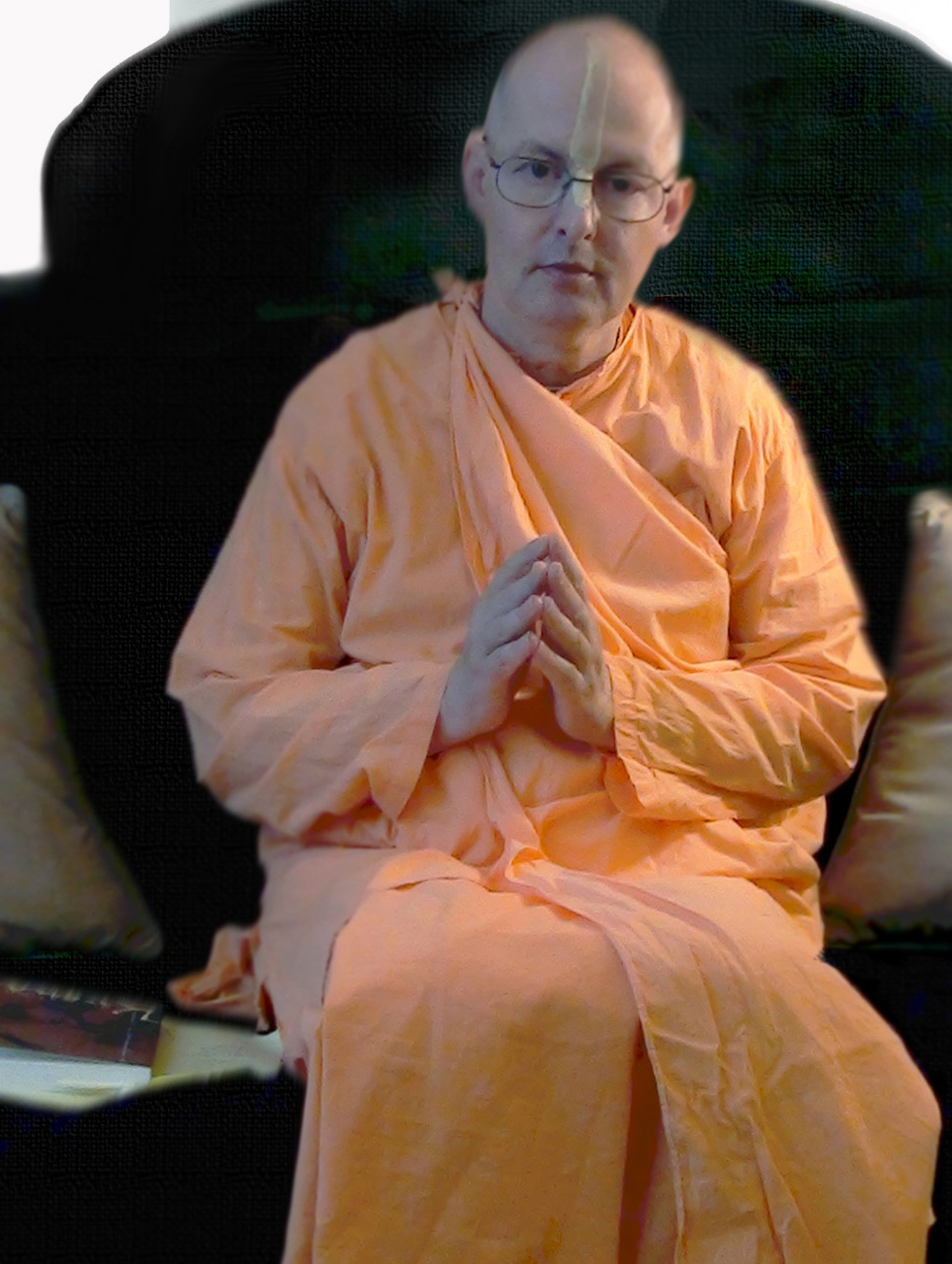
Satsvarupa dasa Goswami

Satsvarupa das Goswami (* 6. Dezember 1939 in New York) (Devanagari: सत्स्वरूप दास गोस्वामी, satsvarūpa dāsa gosvāmī) ist ein älterer Schüler von A. C. Bhaktivedanta Swami Prabhupada, der die Internationale Gesellschaft für Krishna-Bewusstsein (ISKCON), im Westen besser als Hare-Krishna-Bewegung bekannt, gründete.
In seiner Dienstrolle als Schriftsteller, Dichter und Künstler ist Satsvarupa dasa Goswami der Verfasser der autorisierten Biographie von Bhaktivedanta Swami Pabhupada, Srila Pabhupada-lilamrita.
Satsvarupa das Goswami war einer der elf Schüler, die ausgewählt wurden, nach dem Tode von Bhaktivedanta Swami Prabhupada einweihende Gurus in der ISKCON zu werden.
Satsvarupa dasa Goswami ist einer der ersten wenigen Westler, die von Prabhupada im September 1966 eingeweiht wurden.
Inzwischen ist er als einer der fruchtbarsten Vaishnava-Schriftsteller und Dichter anerkannt worden. Während er reiste, Vorträge über das Krishna-Bewusstsein hielt und Schüler unterwies, veröffentlichte er mehr als 100 Bücher, die auf den heiligen Schriften der Vaishnavas fußende Gedichte, Erinnerungen, Romane und Studien umfassen.
In den letzten Jahren hat er Hunderte von Bildern, Zeichnungen und Skulpturen geschaffen, die ein Versuch darstellen, seine Vertiefung in die Kultur des Krishna-Bewusstseins erfassen und auszudrücken.

## Frühe Jahre
Er wurde als das ältere der beiden Kinder katholischer Eltern auf Staten Island in New York geboren und Steven getauft. Seine Ausbildung begann in einem öffentlichen Gymnasium in der näheren Umgebung. Danach schrieb er sich im Brooklyn College ein, wo er eine intellektuelle Revolution erlebte, was dazu führte, dass er seine katholischen Werte zu hinterfragen begann.

„Sobald ich zu studieren anfing, erlebte ich eine intellektuelle Revolution. Jegliches regiöse Gefühl, das ich von meiner Mutter aufgenommen hatte, wurde durch meine Universitätsdozenten verdrängt, die hartgesottene Marxisten waren, Amerikaner aus den 30ern. Sie brachten mir ihre geistigen und ästhetischen Ansichten bei und taten forsch meine Religionsausübung als Sentimentalität ab. Einer von ihnen behauptete, dass die Theologie niemals zufriedenstellend erklären könnte, warum es in der Welt das Böse gebe. Ich wurde von ihrer Philosophie angezogen, weil meine Eltern keine Intellektuellen waren und hatten nie meine geistige Fähigkeit geweckt, während meine Dozenten mir eine ganze neue Welt offenbarten. Ich entwickelte einen starken Wunsch, Philosophie und Literatur zu studieren. Ich kam zur persönlichen Einsicht, dass die Kirche heuchlerisch war: im Eingangsbereich unserer Kirche verlosten die Priester regelmäßig Flaschen mit Spirituosen (sie nannten sie ‚Freudekörbe‘). Ich wurde mit der Katholischen Kirche unzufrieden, weil sie keine Antworten auf meine Fragen lieferte.“

## Werke
- Srila Prabhupada Lilamrta. 2. Auflage. Band 1–2, 1980–1982. Bhaktivedanta Book Trust, Los Angeles, Calif. 2002, ISBN 0-89213-357-0.
- Japa Reform Notebook. GN Press, La Crosse, FL 1982, ISBN 0-911233-39-3.
- Prabhupada Lila. Gītā-Nāgarī Press, Potomac, Md. 1983, ISBN 0-911233-36-9.[21]
- Life with the Perfect Master. Gita-nagari Press, Port Royal, Pa. 1983, ISBN 0-911233-17-2.
- Vaisnava Behavior. Gita-Nagari Press, Port Royal, PA 1983, ISBN 0-911233-18-0.
- Prabhupada Nectar. Sammelband. Gītā-nāgarī Press, Port Royal, PA 1995, ISBN 0-911233-62-8 (Band 1–5, 1983–1987, Nachdruck 1991, 1997, 2003).
- Reading Reform. Gītā-Nāgārī Press, Washington, D.C. 1985, ISBN 0-911233-28-8.
- Entering the Life of Prayer. GNP, USA? 1987, ISBN 0-911233-97-0.
- Prabhupada Meditations. Band 1–4, 1991–1997, 2003 (Nachdruck).
- Memories. GN Press, Port Royal, PA 1997, ISBN 0-911233-69-5.
- Shack Notes: Moments While at a Writing Retreat. GN Press, Port Royal, Pa. 1995, ISBN 0-911233-91-1.
- A Poor Man Reads the Bhāgavatam. mehrere Bände 1995–2008. GN Press, Port Royal, PA 1996, ISBN 0-911233-68-7.[22]
- Niti-Sastras: Sayings of Canakya and Hitopadesa As Quoted by Srila Prabhupada. GN Press, Port Royal, Pa. 1995, ISBN 0-911233-61-X.
- Churning the Milk Ocean,. GN Press, Port Royal, PA 1995, ISBN 0-911233-63-6.
- Photo Preaching. GN Press, Port Royal, PA 1996, ISBN 0-911233-65-2.
- The Qualities of Sri Krsna. 1998, ISBN 0-911233-64-4.
- My Letters from Srila Prabhupada. Band 1–3, 1986–1997. GN Press, Port Royal, PA, ISBN 0-911233-84-9.
- Every Day, Just Write. Band 1–19, 1997–2003.
- From Imperfection, Purity Will Come About. GN Press, Port Royal, PA 1999, ISBN 0-911233-52-0.
- Vaisnava Compassion. GN Press, La Crosse, FL 2001, ISBN 0-911233-25-3.
- Stowies. GN Press, La Crosse, Fl 2002, ISBN 0-911233-04-0.
- Write & Die. 2006, ISBN 0-911233-85-7.
- Visitors. GN Press, Port Royal, PA. 2007, ISBN 0-911233-50-4.
- Human at Best. 2008, ISBN 0-911233-95-4.